# اچ‌دی ۴۶۳۷۵
اچ‌دی ۴۶۳۷۵ یک ستاره است که در صورت فلکی تک‌شاخ قرار دارد.